# 國道279號 (越南)
國道279號（越南语：／，簡稱QL.279，又稱）是一條縱貫越南北部的國道。西起于奠边省奠边县寮國—越南邊界的西庄口岸，途中自西向东經过山罗省、老街省、河江省、宣光省、北𣴓省、谅山省以及北江省，並終於广宁省锦普市與國道18號的路口，全長约970（600英里）。修筑于1979年。
國道279號是越南第一条名称为三位数字的国道，名称中的“2”表示公路的动工月份2月，“79”为修筑年份1979年的略称。